# Rotbrust-Zaunkönig
Der Rotbrust-Zaunkönig (Pheugopedius rutilus) ist eine Vogelart aus der Familie der Zaunkönige (Troglodytidae), die in Costa Rica, Panama, Tobago, Trinidad, Venezuela und Kolumbien verbreitet ist. Der Bestand wird von der IUCN als nicht gefährdet (Least Concern) eingeschätzt.

## Merkmale
Der Rotbrust-Zaunkönig erreicht eine Körperlänge von etwa 14,0 cm bei einem Gewicht von 13,3 bis 18,5 g. Er hat einen weißen Überaugenstreif mit schwarzem Rand über dem Streif, die Gesichts- und Nackenseiten sind schwarz weiß gesprenkelt. Der Oberkopf und die Oberseite sind warm braun. Die Handschwingen und die Armschwingen wirken matter und sind nur sehr undeutlich gestreift. Der graubraune Schwanz hat viele schwarzbraune Binden. Die Brust ist hell kastanienbraun, was sich stark von der schwarz weiß gesprenkelte Kehle abgrenzt. Der Rest der Unterseite ist matt kastanienfarben, die Mitte des Bauchs gräulich weiß. Die Augen sind hell rötlich braun, der Schnabel schwarz mit bläulich grauer Basis und die Beine grau. Beide Geschlechter ähneln sich. Jungtiere wirken generell matter als erwachsene Vögel und das Gesichtsmuster ist weniger ausgeprägt.

## Verhalten und Ernährung
Zur Nahrung des Rotbrust-Zaunkönigs gehören Käfer, Schnabelkerfen, Zweiflügler und Hautflügler. Gelegentlich ernährt er sich auch von Samen. Sein Futter sucht er in Paaren oder Familiengruppen meist im Gewirr der niedrigen Vegetation, doch gelegentlich auch relativ hoch in den Bäumen.

## Lautäußerungen
Der Gesang des Rotbrust-Zaunkönigs klingt zwischen den Geschlechtern antiphonisch. Das Männchen singt gelegentlich alleine oder auch im Duett mit dem Weibchen. Je nach Örtlichkeit kann sich der Gesang deutlich unterscheiden. In Mittelamerika singt das Männchen vier bis sieben reine, klare Pfiffe, das Weibchen drei bis vier leisere. Im Gegensatz dazu ist der Liedtyp in Venezuela eine Mischung aus Pfiffen und Getriller. Halbwüchsige haben unterschiedliche Lieder, die abschweifend und unausgereift wirken, aber auch einige klare Töne der ausgewachsenen Vögel beinhalten. Die Alarmtöne sind zirpend und kratzend und erinnern an die Laute, die ertönen, wenn man mit seinen Fingernägeln über einen Kamm streicht.

## Fortpflanzung
Die Brutsaison des Rotbrust-Zaunkönigs dauert in Costa Rica und Trinidad von Januar bis Juli, in Kolumbien von Dezember bis Juli. Das Nest wird von beiden Geschlechtern gebaut, ist kugelförmig mit einem Seiteneingang und ist ca. 10,0 × 15,9 cm groß sowie 13 cm hoch. Es wird aus Gras, Bambusblättern und trockenen Stängeln gebaut und mit feinerem Material und Samen ausgelegt. Es kann sich zehn Zentimeter bis zwölf Meter über dem Boden befinden. Das Gelege besteht aus zwei bis drei Eiern in Mittelamerika, zwei bis vier in Trinidad. Diese sind weiß mit braunen Flecken, vor allem am dickeren Ende. Die Bebrütung erfolgt ausschließlich durch das Weibchen und dauert ca. 18 Tage. Die Nestlinge werden von beiden Eltern gefüttert. Nach etwa 16 Tagen werden die Nestlinge flügge.

## Verbreitung und Lebensraum
Der Rotbrust-Zaunkönig bevorzugt Regen- und Wolkenwald, Dickicht, Sekundärvegetation und Waldränder. Er bewegt sich nicht selten im dichten Waldinneren und kommt in Höhenlagen von Meeresspiegel bis 1900 Metern vor.

## Migration
Der Rotbrust-Zaunkönig gilt als reiner Standvogel.

## Unterarten
Es sind sieben Unterarten bekannt.
- Pheugopedius rutilus hyperythrus (Salvin & Godman, 1880)[3] kommt in Costa Rica und Panama vor. Die Unterart ähnelt der Nominatform, hat aber schwärzliche Flecken an der Brust.[1]
- Pheugopedius rutilus tobagensis Hellmayr, 1921[4] ist auf Tobago verbreitet. Die Subspezies hat einen größeren und stärkeren Schnabel, längere Flügel und eine mattere Brust als die Nominatform.[1]
- Pheugopedius rutilus rutilus (Vieillot, 1819)[5] kommt auf Trinidad und im nördlichen und westlichen Venezuela vor.
- Pheugopedius rutilus intensus Todd, 1932[6] ist in Táchira verbreitet. Die Unterseite ist intensiver gefärbt als die der Nominatform. Oft hat sie dort einige dunkle Flecken.[1]
- Pheugopedius rutilus laetus (Bangs, 1898)[7] kommt im Norden Kolumbiens und im Nordwesten Venezuelas vor. Die Subspezies ähnelt am meisten P. r. hyperythrus, doch wirken die Farben kräftiger und wärmer.[1]
- Pheugopedius rutilus interior Todd, 1932[8] ist in Zentralkolumbien verbreitet. Die Subspezies ist auf der Unterseite blasser, hat eine ockergelbe Brust und blass olivbraune Flanken.[1]
- Pheugopedius rutilus hypospodius (Salvin & Godman, 1880)[9] kommt im nördlichen zentralen Kolumbien vor. Die Unterart hat eine gelbbraune Färbung an der Brust, die Flanken wirken matter und die Unterseite ist eher rötlich. Der Oberkopf wirkt kräftiger rötlich.[1]

## Etymologie und Forschungsgeschichte
Die Erstbeschreibung des Rotbrust-Zaunkönigs erfolgte 1819 durch Louis Pierre Vieillot unter dem wissenschaftlichen Namen Thryothorus rutilus. Das Typusexemplar befand sich im Muséum national d’histoire naturelle mit einem Label Nordamerika, doch hatte Vieillot Zweifel an dieser Aussage. Bereits 1851 führte Jean Louis Cabanis die für die Wissenschaft neue Gattung Pheugopedius ein. Dieser Name leitet sich von φεύγω pheúgō, deutsch ‚meiden, fliehen‘ und πεδίον, πέδον pedíon, pédon, deutsch ‚offenes Land, Boden‘. Der Artname »rutilus« ist das lateinische Wort für »rot, rotbraun, golden«. »Hyperythrus« ist ein griechisches Wortgebilde aus ὑπο hypo, deutsch ‚unter, unten‘ und ἔρυθρος érythros, deutsch ‚rot‘, »hypospodius« aus ὑπο hypo, deutsch ‚unter, unten‘ und σπόδιος, σποδός spódios, spodós, deutsch ‚aschfarben, Asche‘. »Intensus, intendere« bedeutet »intensiv, belasten«, »interior, interioris« »innen, innerlich«. »Laetus« ist das lateinische Wort für »aufgeweckt, fröhlich«. »Tobagensis« bezieht sich auf Tobago.